# Avīci (01)
Avīci (01) (estilizado como AVĪCI (01)) é um extended play (EP) do DJ e produtor sueco Avicii. Ele foi produzido por Avicii, Benny Blanco, Andrew Watt, Cashmere Cat e Carl Falk, e lançado pela Avicii Music em 10 de agosto de 2017. Esse foi o seu último lançamento, até sua morte em 20 de abril de 2018.

## Antecedentes
Em 27 de junho de 2017, Rita Ora estreou uma semi-versão acústica de "Lonely Together" em um evento privado em Annabel, em Londres. Avicii compartilhou 1 minuto do trecho de uma nova música no Instagram, com a legenda: "Música Nova chegando muito muito (muito) em breve!", com títulos de faixas como hashtags. Avicii colocou uma reflexão de cada faixa do EP on-line após a liberação. Avicii disse sobre o lançamento: "Estou muito animado por estar de volta com a música mais uma vez. Tem sido um longo tempo que eu não divulguei nada e um longo tempo desde que eu era animado sobre a nova música! Meu foco neste primeiro EP do álbum foi para obter uma mistura de músicas novas e antigas: alguns fãs têm perguntado sobre esperando para misturado com músicas novas que nunca foram ouvidos antes!"
Em uma entrevista com Pete Tong na BBC Radio 1, Avicii, afirmou: "É o primeiro EP de 3, então todo o álbum vai ser lançado com o terceiro EP."

## Lista de faixas
| Digital download |                                                           |                                                |         |  |
| N.º              | Título                                                    | Produtor(es)                                   | Duração |  |
| 1.               | "Friend of Mine" (participação de Vargas & Lagola)        | Bergling                                       | 2:39    |  |
| 2.               | "Lonely Together" (participação de Rita Ora)              | Bergling Benny Blanco Andrew Watt Cashmere Cat | 3:01    |  |
| 3.               | "You Be Love" (participação de Billy Raffoul)             | Bergling                                       | 3:27    |  |
| 4.               | "Without You" (participação de Sandro Cavazza)            | Bergling Falk                                  | 3:01    |  |
| 5.               | "What Would I Change It To" (participação de AlunaGeorge) | Bergling                                       | 2:58    |  |
| 6.               | "So Much Better" (Avicii remix)                           | Bergling                                       | 2:37    |  |
| Duração total:   | Duração total:                                            | Duração total:                                 | 17:43   |  |

## Tabelas musicais
| Posições (2017)                          | Melhor posição |
| ---------------------------------------- | -------------- |
| Austrália (ARIA)                         | 14             |
| Áustria (Ö3 Austria Top 40)              | 9              |
| Canadá (Billboard)                       | 14             |
| Dinamarca (Hitlisten)                    | 3              |
| França (SNEP)                            | 57             |
| Alemanha (Offizielle Deutsche Charts)    | 37             |
| Irlanda (IRMA)                           | 32             |
| Itália (FIMI)                            | 18             |
| Japão (Billboard Japan)                  | 2              |
| Nova Zelândia (RMNZ)                     | 34             |
| Escócia (Official Scottish Albums)       | 22             |
| Suécia (Sverigetopplistan)               | 1              |
| Suíça (Schweizer Hitparade)              | 11             |
| Estados Unidos (Billboard 200)           | 70             |
| Estados Unidos (Dance/Electronic Albums) | 3              |